# Gereformeerde Kerken in Nederland

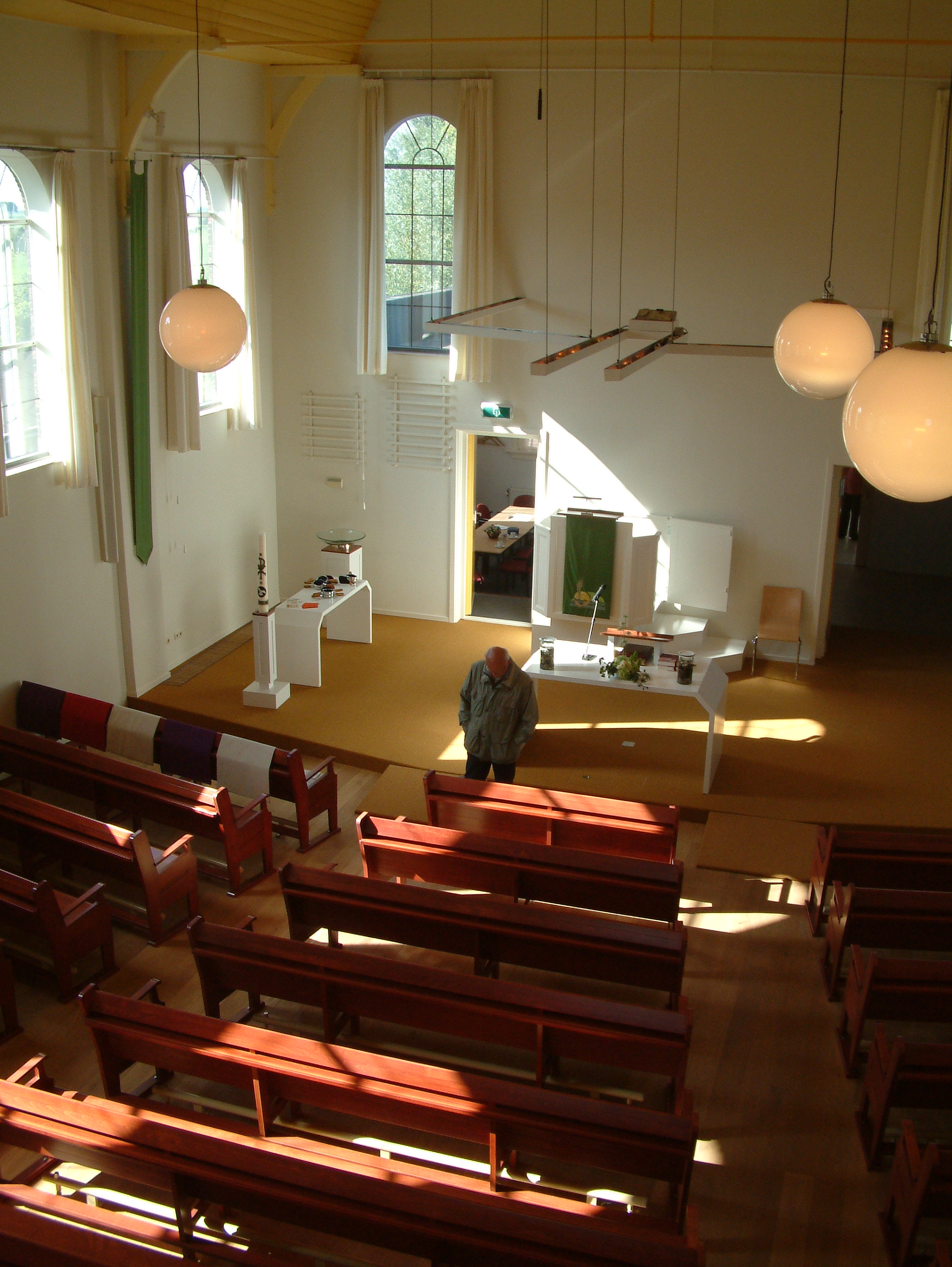
Die Gereformeerde Kerk in Brandwijk. Typisch ist die schlichte Inneneinrichtung.

Die Gereformeerde Kerken in Nederland (GKN) waren von 1892 bis zum 1. Mai 2004 eine reformierte Kirchenvereinigung in den Niederlanden. Unter Kirche muss man sich dabei eine örtliche Gemeinde vorstellen, die sich mit anderen zum eher losen Bund GKN zusammengeschlossen haben.
Die Reformierten, genauer gesagt die im Niederländischen als gereformeerd bezeichneten, sind streng-gläubige Calvinisten, gehören also einer protestantischen Richtung des Christentums an. Sie bilden etwa vier Prozent der niederländischen Bevölkerung.

## Entwicklung

Stammbaum der Reformierten in den Niederlanden

Die GKN war deutlich strenger im Glauben und im alltäglichen Leben als die größere und liberalere ehemalige Staatskirche Nederlandse Hervormde Kerk (NHK). Der Ausdruck gereformeerd bedeutet wörtlich „reformiert“, genauso wie das aus niederländischen Wortwurzeln bestehende Wort hervormd. Im Laufe des 19. Jahrhunderts, vor allem nach der Afscheiding von 1834, unterschied man zwischen den freisinnigen hervormden und den strengreligiösen gereformeerden, die beispielsweise den Darwinismus ablehnen und die Sonntagsruhe strikt beachten. Mit letzterem ist gemeint, dass die gereformeerden sonntags entsprechend dem alttestamentlichen Sabbatgebot keinen Vergnügungen nachgehen und beispielsweise ihren Kindern kein Eis kaufen, weil sie damit unterstützen würden, dass der Eisverkäufer am Sonntag arbeiten muss und seinerseits die Sonntagsruhe nicht einhalten kann. Dennoch berufen sich beide Richtungen auf Johannes Calvin, wenn auch die hervormden weit offener gegenüber anderen Einflüssen sind.

### Gründung

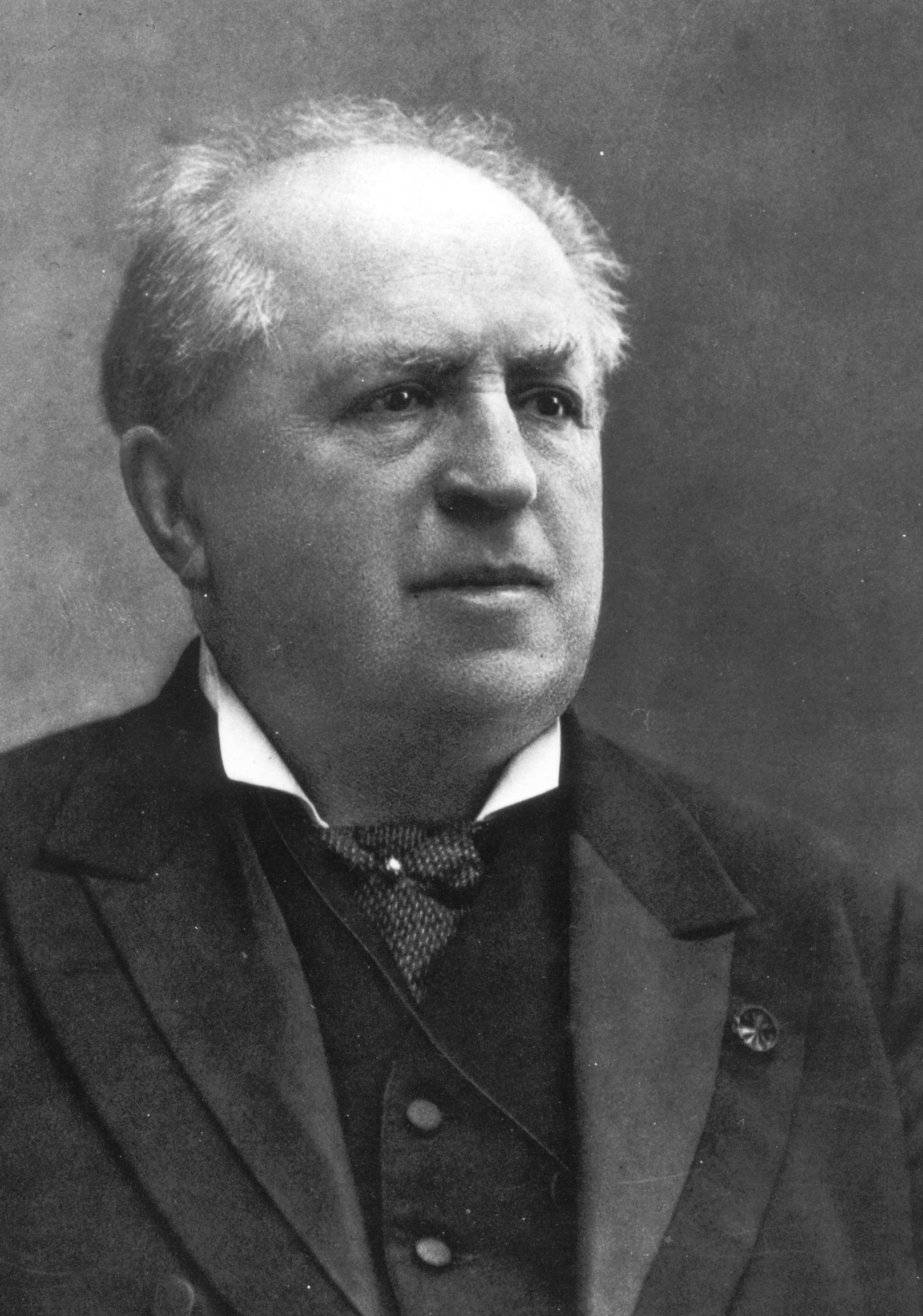
Abraham Kuyper, prägende Figur bei Gründung der GKN

Die GKN ging aus zwei Kirchenspaltungen hervor, einerseits der „altreformierten“ Afscheiding von 1834 unter Hendrik de Cock, andererseits der Doleantie (von lateinisch dolere, „trauern“ oder „klagen“, weil ihre Anhänger über die Entwicklung der reformierten Kirche „betrübt“ waren) von 1886 unter maßgeblicher Leitung von Abraham Kuyper. Diese waren nicht mit der Entwicklung der Hervormde Kerk einverstanden, die sich aufklärerischem und liberalem Gedankengut geöffnet hatte und zugleich eng mit dem Staatsapparat verzahnt und dadurch „bürokratisch“ war. Kuyper trat hingegen für einen „reinen“ Calvinismus und Freiheit der Kirchgemeinden von staatlicher Einflussnahme ein, im Sinne seiner Lehre von der souvereiniteit in eigen kring („Souveränität im eigenen Kreis“). Der Doleantie schlossen sich etwa 300.000 Gläubige (rund 10 % aller Reformierten) an. 
Kuypers Nederduitse Gereformeerde Kerk (Dolerende) schloss sich 1892 mit einem Großteil der aus der Afscheiding von 1834 hervorgegangenen Christelijke Gereformeerde Kerk zur GKN zusammen. Gemeinsam bekannten sie sich zu den „drei Formeln der Einigkeit“ der Reformierten: zum Niederländischen Glaubensbekenntnis (Confessio Belgica) von 1561, zum Heidelberger Katechismus von 1563 und zu den Lehrregeln von Dordrecht von 1618/19.

### Abspaltungen
Ein Teil machte die Vereinigung 1892 nicht mit und verblieb bei den bis heute bestehenden Christelijke Gereformeerde Kerken (2019: rund 70.000 Mitglieder). Ebenfalls zu unterscheiden sind die 1907 entstandenen Gereformeerde Gemeenten (GG; 2019: rund 108.000 Mitglieder), die teils aus der Afscheiding von 1834, teils aus den Ledeboeriaanern hervorgingen.
Von der GKN spalteten sich 1944 die Gereformeerde Kerken vrijgemaakt (GKv; „befreite reformierte Kirchen“) ab, die die Synodalverfassung der GKN ablehnten und eine rein presbyterianische Ordnung der einzelnen Gemeinden einführten. Sie existieren bis heute und sind mit 115.000 Mitgliedern (2018) mittlerweile die zweitgrößte reformierte Kirche der Niederlande.

### Vereinigung zur PKN
Eine Gruppe von 18 Theologen und Kirchenführern der GKN und NHK (Groep van Achttien) schlug bereits 1961 vor, dass sich die beiden Kirchen wieder annähern bzw. vereinigen sollten. Die Synoden der beiden Kirchenverbände beschlossen dementsprechend 1969 den Samen op Weg-Prozess („Gemeinsam auf den Weg“). Die GKN selbst modernisierte ihre Theologie ab etwa 1970 allmählich.
Samen op Weg resultierte nach Jahrzehnten der zunehmenden Zusammenarbeit schließlich 2004 in der Fusion der NHK und GKN – mit der kleinen Evangelisch-Lutherischen Kirche im Königreich der Niederlande (ELK) als drittem Partner – zur Protestantischen Kirche in den Niederlanden (PKN). Zu jener Zeit hatte die GKN 675.000 Mitglieder, von denen rund 400.000 regelmäßige Kirchgänger waren. Die GKN-Mitglieder, die die Fusion 2004 ablehnten, gründeten die Voortgezette Gereformeerde Kerken in Nederland (vGKN; „fortgesetzte GKN“) mit zunächst 3400 und mittlerweile (Stand 2018) nur noch gut 2000 Mitgliedern.

## Politik und Gesellschaft

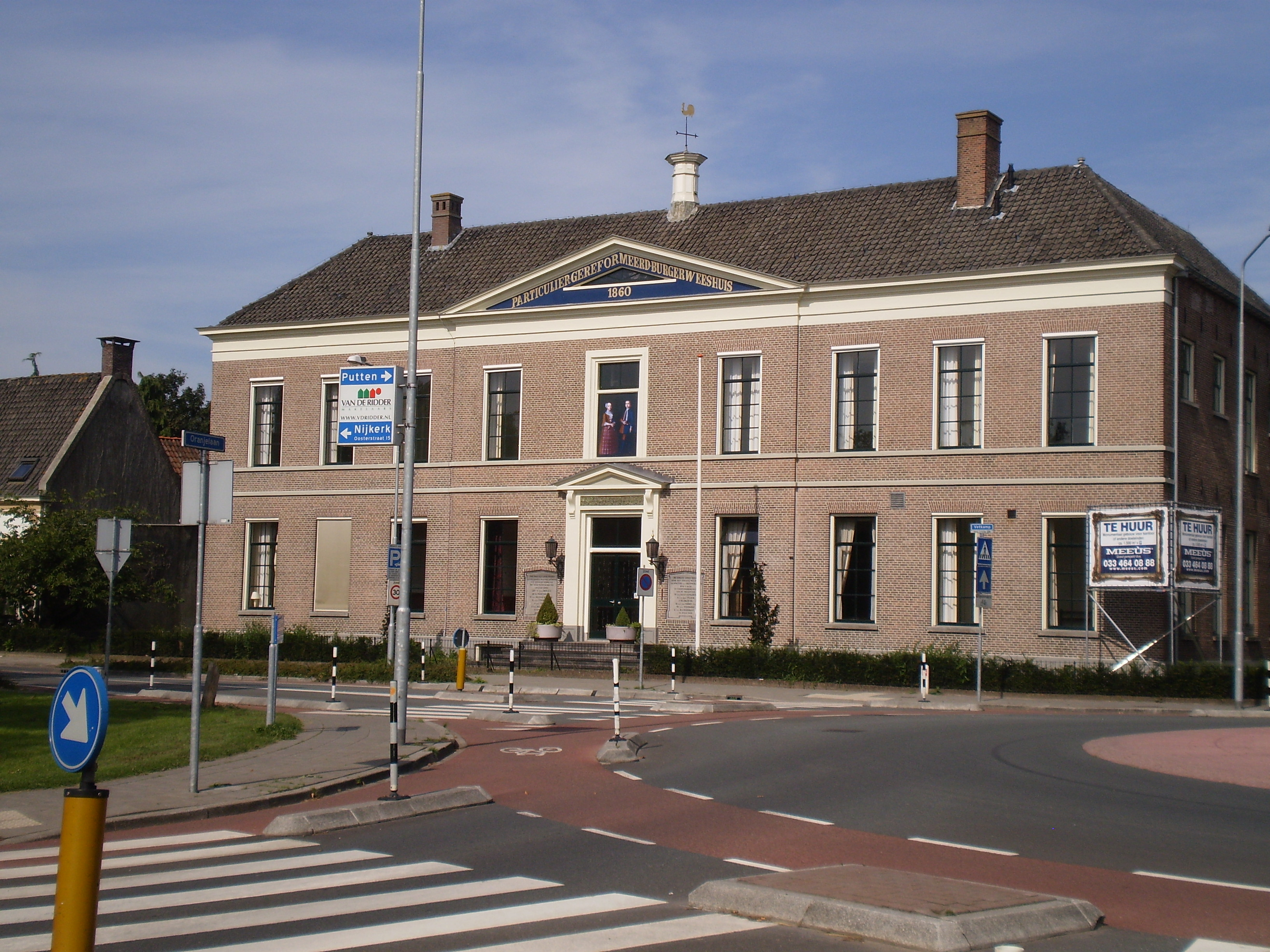
Ehemaliges reformiertes Waisenhaus im gelderschen Nijkerk

In der Politik etablierte sich 1879 die Anti-Revolutionaire Partij als politischer Arm der gereformeerden. Bei Wahlergebnissen von nur rund zehn Prozent hatte sie einen weitaus größeren Einfluss und stellte mehrere Ministerpräsidenten. 
Nachdem der Stimmenanteil der drei konfessionellen Parteien – neben der ARP die deutlich größere Katholieke Volkspartij (KVP) und die ähnlich kleine CHU – immer weiter abgenommen hatte, fusionierten sie 1977/80 zum Christen-Democratisch Appèl (CDA).
Im Vergleich zur CHU war die ARP mehr die Partei der „kleinen Leute“, während die CHU eher die Oberschicht und auch den Adel ansprach. Die CHU dachte daran, den protestantischen Charakter des gesamten Landes zu verteidigen, während die ARP skeptischer war, ob dies angesichts der Verweltlichung im 19. Jahrhundert realistisch ist. Der Führer der Antirevolutionären, Abraham Kuyper, sprach daher von der „Souveränität im eigenen Kreis“ (souverain in eigen kring). Die gereformeerden sollten ein eigenes Bildungswesen aufbauen und überhaupt vor allem mit den eigenen Leuten umgehen. Ähnlich gingen die Katholiken vor, später die Sozialisten. So kam es zu einem gesellschaftlichen Partikularismus, der als Verzuiling („Versäulung“) in die Geschichtsbücher eingegangen ist. Die Bevölkerungsgruppen in den Niederlanden lebten nebeneinander, für den nationalen Ausgleich sorgte die Zusammenarbeit der jeweiligen Eliten. Die Blütephase dieser Versäulung sieht man in den Jahren 1917 bis etwa 1970. Nach fast 30 Jahren des „Schulstreits“ mit den säkularen Liberalen hatten die religiösen Gruppen es 1917 erreicht, dass ihr Schulwesen hauptsächlich vom Staat bezahlt wurde. 
Zur „Säule“ der Gereformeerden gehörten, neben der ARP als parteipolitischer Vertretung, die konfessionellen Scholen met de Bijbel („Schulen mit Bibel“), die 1880 von Kuyper gegründete Vrije Universiteit Amsterdam, die Zeitungen De Standaard und Trouw, die Nederlandse Christelijke Radio Vereniging (NCRV), die Gewerkschaft Christelijk Nationaal Vakverbond (CNV) sowie eine Sektion der Fußball-Hoofdklasse, die aufgrund der strengen Sonntagsruhe der Calvinisten nur samstags spielte, während katholisch oder sozialistisch geprägte Clubs in der Sonntags-Liga spielten. In den 1960er-Jahren nahm die kirchliche Bindung vieler Niederländer stark ab und die Verzuiling löste sich nach und nach auf. 
Ein Teil der ARP-Mitglieder machte die Fusion zum CDA jedoch nicht mit und gründete die weiterhin rein-gereformeerde Reformatorische Politieke Federatie (RPF), die 2001 in der noch heute bestehenden ChristenUnie aufging. Diese ist in religiösen Fragen wie Abtreibung oder Sterbehilfe strikt konservativ, während sie bei den Themen Umweltschutz und Flüchtlingen eher links steht. Noch progressiver war die ebenfalls von gereformeerden Christen geprägte Evangelische Volkspartij (EVP), die von 1981 bis 1991 bestand und sich vorwiegend für „grüne Themen“ wie Pazifismus, Kapitalismuskritik und die Ablehnung von Kernenergie einsetzte. Sie ging in den GroenLinks auf.

## Bekannte Personen
Prägende Theologen und Kirchenführer der GKN waren Abraham Kuyper (1837–1920), Herman Bavinck (1854–1921), Klaas Schilder (1890–1952; 1944 ausgetreten), Gerrit Cornelis Berkouwer (1903–1996), Herman Ridderbos (1909–2007) und Harry Kuitert (1924–2017).
Bekannte Gereformeerde außerhalb des theologischen Bereichs sind der CDA-Politiker und ehemalige Ministerpräsident Jan Peter Balkenende, der TV-Moderator Andries Knevel sowie der Parlamentsreporter Frits Wester. Ehemals gereformeerd waren der Schriftsteller Maarten ’t Hart, der sozialdemokratische Amsterdamer Bürgermeister Eberhard van der Laan sowie der TV-Moderator Jack Spijkerman.